# Maria Ghinea
Maria Ghinea (n. 20 septembrie 1968, Casa Veche, Olanu, județul Vâlcea) este o cântăreață română de muzică populară. A făcut liceul în și a absolvit Facultatea de Muzică din București, secția pedagogie muzicală. A câștigat locul I la Cântarea României în 1987.

## Discografie
- Marie, draga Marie
- Doua vieti dac-as trai
- Dragostea de unde-ncepe
- Nevestica mea frumoasa
- Inima cate-ai patit
- Neica ce-ti spun sa tii minte
- M-a cuprins un dor de-acasa
- Maria Ghinea si lautarii de la Chisinau